# Хилков, Василий Иванович
Князь Василий Иванович Хилков по прозванию Сусло (1614, Москва — 1 апреля 1677) — чашник, стольник, голова, воевода и боярин во времена правления Михаила Фёдоровича и Алексея Михайловича.
Из княжеского рода Хилковых. Старший сын князя Ивана Васильевича. Имел брата, окольничего и князя Андрея Ивановича и сестру Аксинью бывшей трижды замужем соответственно за: Алексеем Никитичем Годуновым, бояриным и князем Юрием Петровичем Буйносовым-Ростовским, бояриным Ильёй Даниловичем Милославским.

## Биография

### Служба Михаилу Фёдоровичу
Князь Василий Иванович Хилков начал службу в чине стольника при дворе царя Михаила Фёдоровича. В сентябре 1643 года ездил «со столом от государя» к турецкому послу. 28 января 1644 года был послан пригласить от имени царя датского принца Вальдемара, прибывшего в Москву с посольством и к столу Государя в Грановитую палату, а после мероприятий ездил от имени государя «потчивать» послов на дому. В январе и феврале 1645 года князь В. И. Хилков встречал датское и польское посольства.

### Служба Алексею Михайловичу
В 1646-1648 годах находился на воеводстве в Рыльске и Туле. В 1647 году указано ему, если крымцы пойдут к Москве, быть воеводой из Рыльска в сходе с князем Куракиным и идти против крымцев совместно. В этом же году получил от отца во владение вотчину сельцо Шахматово (Долматово) с пустошами в Дмитровского уезда.
В январе 1648 года был вызван в Москву и присутствовал на свадьбе царя Алексея Михайловича с Марией Ильиничной Милославской, где «чашничал вторым». В мае 1649 года упомянут чашником «сидел на погребе» во время государева стола в Троице-Сергиевом монастыре. В 1650 году встречал на большой встрече «в сенях» кизилбашского, английского и польского послов.
В 1652-1657 годах князь Василий Иванович Хилков находился на воеводстве в Тобольске, в чине первого воеводы. За время своего воеводства в Тобольске много содействовал подчинению остяков, калмыков и других инородцев; вступался за всех обиженных, покровительствовал ссыльным (в его доме находил приют и протопоп Аввакум) и преследовал других воевод за их «бесчеловечную расправу», отличался бескорыстием, правдивостью и сострадательностью. Оказывал покровительство ссыльным и нуждающимся в защите. Заступаясь за обижаемых остяков, он написал березовскому воеводе Давыдову: «Ты учинил не по государеву указу, что Березовских лучших остяков перевешал без вины, для своей бездельной корысти, норовя ворам, Березовским ясачным сборщикам…»
В 1658 году упомянут стольником у стола грузинского, касимовского и сибирского царевичей, сидевших за государевым столом. В мае этого же года голова первой сотни дворян на встрече немецкого посольства за Тверскими воротами и встречал данное посольство у дверей Грановитой палаты и на второй встрече у дверей Золотой палаты, также в этом году встречал венгерских посланников.
21 мая 1659 года по царскому распоряжению князь Василий Иванович Хилков был отправлен во Владимир, чтобы встречать прибывшего в Россию грузинского царя Теймураза Давыдовича, был назначен первым «приставом» при нём, для его охраны и обеспечения до Москвы, в июле и сентябре встречал у дверей Грановитой палаты данного царя.
В декабре того же 1659 года был назначен первым полковым воеводой в Севск, для бережения от черкас, затем осматривал Одоевские засеки. После возвращения в Москву и до конца своей жизни князь Василий Иванович Хилков занимал исключительно придворные должности.
В мае 1660 года встречал на рундуке у кареты при первой встрече грузинского царевича Николая. В мае 1661 года голова первой сотни дворян при встрече немецких послов за Тверскими воротами, в этом же месяце дважды встречал данное посольство у дверей Грановитой и Золотой палат. В этом же году был первым у большого государева стола в Грановитой палате по случаю крестин царевича Фёдора Алексеевича. В декабре 1662 года послан первым проверять Одоевскую засеку, в апреле встречал немецкого посла, а в июле вновь послан к Одоевской засеке проверять выполненные работы. В январе 1671 года на бракосочетании царя Алексея Михайловича с Натальей Кирилловной Нарышкиной был вторым дружкою. Последний раз в дворцовый разрядах упоминается в 1672 году на государевых мероприятиях в чине стольника.
Умер в апреле 1677 года.

## Семья
Князь Василий Иванович Хилков был женат дважды:
1. Волконская Ирина Григорьевна (ум. 24.06.1673) — от брака с которой имел единственного сына окольничего и князя Якова (ум. 13 мая 1691).
2. № Зиновия Алексеевна (ум. 29 мая 1679).

Среди внуков — сподвижники Петра I, братья Юрий и Андрей Яковлевичи.

## Критика
В Боярской книге указан князь Василий Иванович Хилков, но вероятно это полный тёзка, так как он упомянут: в 1636—1676 годах стольником, а в 1686—1692 годах, уже после смерти, комнатным стольником царя Петра I Алексеевича. Имеется вероятность, что это князь Василий Иванович указанный у П. В. Долгорукова под № 46, но в данном случае смущает год его рождения, не позже 1615 года и на момент последнего упоминания ему было бы около 80 лет.
Скорее всего в источник вкралась ошибка относящая службы стольником князя в 1636—1676 годах к князю Василию Ивановичу указанного у П. В. Долгорукова под № 30 (совпадает до года смерти князя в 1677 году), а служба комнатным стольником в 1686—1692 годах вероятно относится к князь Василию Ивановичу под № 46.